# Bravo Air Congo
Bravo Air Congo was een Congolese luchtvaartmaatschappij met haar thuisbasis in Kinshasa.

## Geschiedenis
Bravo Air Congo is opgericht in 2005 door het Spaanse Bravo Airlines.

## Diensten
Bravo Air Congo voert lijnvluchten uit naar:(zomer 2007)
Binnenland:
- Bukavu, Gemena, Goma, Kananga, Kinshasa, Kisangani, Lubumbashi, Mbandaka, Mbuji Mayi.

## Vloot
De vloot van Bravo Air Congo bestaat uit:(november 2007)
- 3 Douglas DC9-30